# Dara Korniy
Dara Korniy, née Myroslava Ivanivna Zamoyska (ukrainien : Дара Корній, Мирослава Іванівна Замойська) le 20 septembre 1970 dans le village de Sekoun (uk) dans le raïon de Stara Vyjivka est une romancière ukrainienne, lauréate du troisième prix du «Couronnement de la parole » pour son roman Gonykhmarnyk (2010).

## Biographie
Dara Korniy est née dans le village de Sekoun, raïon de Stara Vyjivka, oblast de Volhynie. Elle effectue ses études secondaires dans le village de Kniazhe, oblast de Lviv.
Ensuite elle poursuit ses études à Lviv, où elle obtient le diplôme de journaliste-éditeur à l'Institut polygraphique d'Ukraine. 
Elle travaille à l'Académie nationale des Arts à Lviv.
Elle s'intéresse en particulier à la mythologie pré-chrétienne, aux croyances de la Rus' pré-ukrainienne, à l'ethnographie, aux contes, à la musique folklorique, et aux livres.
Elle s'implique particulièrement dans les contacts avec son lectorat, à la fois dans des rencontres et sur les réseaux sociaux.

## Œuvre
Dara Korniy commence à écrire tout d'abord pour les enfants dans les magazines « Angelyatko », « Аngelyatkova nauka », et puis pour les adolescents dans les magazines « Krylati » et « Odnoklasnyk ».

### Romans
Sa première grande œuvre est publiée par la maison d'édition le Club des loisirs en famille (uk) en 2010. C'est le roman Gonykhmarnyk, écrit dans le genre de la fantasy urbaine. Le roman obtient le troisième prix du concours littéraire « Le Couronnement de la parole (uk) » 2010, dans la catégorie roman, ainsi que le prix de la Révélation de l'année du site Друг читача (l'Ami du lecteur) ; il est également le lauréat du prix Volodymyr Savchenko de l'Assemblée de la science-fiction « PORTAIL 2011 » — « Découverte de soi ». Il est aussi nommé pour le Prix du livre de l'année de la BBC en Ukraine (uk), mais n'est retenu dans les cinq prix attribués en 2010,. 
Après la publication de ce premier roman Dara Korney est qualifiée informellement « Stephenie Meyer ukrainienne ».
La deuxième grande œuvre de l'écrivaine Parce que tu existes est récompensé du « Choix de l'éditeur » dans le concours « Le Couronnement de la parole 2011 ». Elle est aussi écrite dans le genre de la fantasy urbaine.
Le troisième roman Le Verso de la Lumière reçoit également le « Choix de l'éditeur » lors de concours « Le Couronnement de la parole  2012 », et obtient un grand succès sur le stand de ce concours au « Forum des éditeurs 2012 » en Ukraine.

### Essais
En 2018, le ministre de la culture d'Ukraine a recommandé la lecture de son livre Les créatures magiques dans les mythes ukrainiens,.

### Publications
- (uk) Гонихмарник [« Gonykhmarnyk »], Kharkiv, le Club des loisirs en famille (KSD),‎ 2010, 336 p. ;
- (uk) Тому, що ти є [« Parce que tu existes »], Kharkiv, le Club des loisirs en famille (KSD),‎ 2012, 240 p. ;
- (uk) Зворотний бік світла [« Le Verso de la Lumière »], Kharkiv, le Club des loisirs en famille (KSD),‎ 2012, 320 p.[9] ;
- (uk) Зірка для тебе [« L'Étoile pour toi »], Kharkiv, le Club des loisirs en famille (KSD),‎ 2013, 270 p. ;
- (uk) Зворотний бік темряви [« Le Verso des Ténèbres »], Kharkiv, le Club des loisirs en famille (KSD),‎ 2013, 320 p.[9] ;
- (uk) Зозулята зими [« Les petits coucous d'hiver »]  (co-écrit avec Tala Vladymyrova), Kharkiv, le Club des loisirs en famille (KSD),‎ 2014, 350 p.[9] ;
- (uk) Щоденник мавки [« Le journal de Mavka »], Kharkiv, le Club des loisirs en famille (KSD),‎ 2014, 310 p. ;
- (uk) Крила кольору хмар [« Les ailes couleur nuage »]  (co-écrit avec Tala Vladymyrova), Kharkiv, le Club des loisirs en famille (KSD),‎ 2015, 330 p. ;
- (uk) Петрусь-химородник [« Petrus-Khymorodnyk »]  (thèse), Kharkiv, Vinnytsia,‎ 2015, 256 p. (lire en ligne) ;
- (uk) Зворотний бік сутіні [« Le Verso du Crépuscule »], Kharkiv, le Club des loisirs en famille (KSD),‎ 2016, 290 p. ;
- (uk) Зворотний бік світів [« Le Verso des Univers »], Kharkiv, le Club des loisirs en famille (KSD),‎ 2016, 290 p. ;
- (uk) Місячне насіння [« Les graines de la Lune »], Kiev, KM-Books,‎ 2017, 296 p. ;
- (uk) Чарівні істоти українського міфу Духи природи [« Les créatures magiques dans les mythes ukrainiens »], Kharkiv, Vivat,‎ 2017, 320 p. ;
- (uk) Сузір’я Дів [« La Constellation des Vierges »], Kharkiv, Vivat,‎ 2018, 288 p..